# Elecciones parlamentarias de Perú de 1980
Las elecciones parlamentarias de Perú de 1980 se llevaron a cabo el 18 de mayo de 1980 para elegir a los representantes ante el Congreso de la República, compuesto por 180 escaños en la Cámara de Diputados representativos de 25 distritos electorales y 60 escaños en el Senado representativos de un distrito nacional único, en conjunto con la elección del presidente y vicepresidentes de la República para el periodo 1980-1985. Constituyeron las primeras elecciones parlamentarias libres desde 1963, tras la dictadura del Gobierno Revolucionario de la Fuerza Armada, y la primera elección por sufragio universal en la historia del país. Fueron convocadas mediante el Decreto Ley Nº 22622 (30 de julio de 1979).
De manera similar a la elección presidencial, los resultados favorecieron a Acción Popular (AP), el mismo partido que había sido desalojado del poder tras el golpe de Estado de 1968: consiguió la mayoría absoluta en la Cámara de Diputados y quedó cerca de conseguirla en el Senado, con representación en todos los distritos electorales del país, récord que no consiguió ningún otro partido político peruano hasta los comicios de 2016, mientras que el accionpopulismo no consiguió ganar una elecciones parlamentarias hasta 2020, cuarenta años después. Con el fin de conseguir una estabilidad parlamentaria tras la experiencia del anterior gobierno de Belaúnde, Acción Popular contó con el apoyo del Partido Popular Cristiano (PPC), que alcanzó el tercer lugar en las elecciones. A pesar de que el pepecismo sufrió una disminución significativa de sus apoyos a comparación de elecciones constituyentes, se convirtió en clave para que el segundo gobierno belaundista consiguiera la mayoría absoluta en el Senado.
Mientras tanto, el Partido Aprista Peruano (APRA) compitió en los comicios en medio de una pugna interna de liderazgo tras la muerte de su líder histórico Víctor Raúl Haya de la Torre. Como resultado, el aprismo consiguió un disminuido segundo lugar, situación que fue interpretada como un fracaso para las aspiraciones gubernamentales de un partido que había conseguido ser la fuerza más votada apenas dos años antes. Sin embargo, si el aprismo sufrió un retroceso, los partidos de izquierda sufrieron un grave descalabro electoral: a comparación de la representación obtenida en la constituyente, consiguieron una representación exigua en el Congreso. Esta situación ocasionó posteriormente profundos cambios en estas agrupaciones políticas: el aprismo entró en un proceso de reestructuración interna y renovación de su liderazgo en medio de una crisis que llevó a un cisma, mientras que las izquierdas se unieron en un frente electoral al atribuir su fracaso a presentarse en forma dividida: la Izquierda Unida (IU).
Esta elección marcó el inicio del sistema de partidos que dominó el mapa político peruano durante la década de 1980, compuesto por AP, APRA, IU y PPC. La participación en las elecciones (81.25%) fue la más alta registrada hasta los comicios de 2000, veinte años después. El Congreso elegido fue el único sin representación de independientes durante el mandato de la Constitución de 1979.

## Sistema electoral
El Congreso de la República del Perú está concebido como un sistema bicameral imperfecto. Ambas cámaras mantienen la facultad legislativa pero la Cámara de Diputados tiene mayor poder legislativo que el Senado, con la atribución exclusiva de interpelar, censurar y negar confianza al presidente del Consejo de Ministros o a los ministros por separado. No obstante, el Senado posee algunas funciones exclusivas (aunque limitadas en número) no sujetas a la aprobación de la Cámara de Diputados.
La votación se realiza en base al sufragio universal, que comprende a todos los ciudadanos nacionales mayores de dieciocho años, empadronados y residentes en el país o en el extranjero y en pleno goce de sus derechos políticos. Para ser elegido diputado, es requerido ser peruano de nacimiento, haber cumplido veinticinco años y gozar del derecho de sufragio. Para ser elegido senador, es requerido ser peruano de nacimiento, haber cumplido treinta y cinco años y gozar del derecho de sufragio. Existe la reelección inmediata para el mismo cargo. Los candidatos a presidente y vicepresidentes de la República pueden postular a senador o diputado.
Para la Cámara de Diputados, se eligen 180 escaños mediante el método de la cifra repartidora con el método d'Hondt y una lista cerrada. Los escaños se asignan a las circunscripciones, correspondientes a los departamentos del Perú, la provincia de Lima, las demás provincias del departamento de Lima y la provincia constitucional del Callao. Se asigna a cada circunscripción electoral un representante y se distribuye los escaños restantes en forma proporcional al número de electores, salvo la provincia de Lima, que escoge de manera fija a 40 diputados. Como resultado de la asignación antes mencionada, a cada circunscripción le correspondieron los siguientes escaños:
| Escaños | Distritos electorales                                       |
| ------- | ----------------------------------------------------------- |
| 40      | Lima                                                        |
| 11      | La Libertad, Piura                                          |
| 10      | Cajamarca, Junín                                            |
| 9       | Áncash, Arequipa, demás provincias del departamento de Lima |
| 8       | Cusco, Lambayeque, Puno                                     |
| 7       | Callao, Loreto                                              |
| 6       | Ica                                                         |
| 4       | Ayacucho, Huánuco                                           |
| 3       | Amazonas, Apurímac, Huancavelica, San Martín                |
| 2       | Pasco, Tacna                                                |
| 1       | Madre de Dios, Moquegua, Tumbes                             |

Para el Senado, se eligen 60 escaños mediante el método de la cifra repartidora con el método d'Hondt y una lista cerrada. Los escaños se asignan a las regiones, pero hasta su formación se elegirán mediante distrito electoral nacional único.

## Partidos y líderes
A continuación se muestra una lista de los principales partidos y alianzas electorales que participaron en las elecciones:
| Candidatura | Candidatura | Partidos y alianzas                                                                                          | Líderes | Líderes                          | Ideología                                                  | Ref. |
| ----------- | ----------- | --- | ------- | -------------------------------- | ---------------------------------------------------------- | ---- |
|             | AP          | Lista - Acción Popular (AP)                                                                                  |         | Fernando Belaúnde Terry          | Humanismo Nacionalismo cívico Reformismo                   |      |
|             | APRA        | Lista - Partido Aprista Peruano (APRA)                                                                       |         | Armando Villanueva del Campo     | Aprismo                                                    |      |
|             | PPC         | Lista - Partido Popular Cristiano (PPC)                                                                      |         | Luis Bedoya Reyes                | Democracia cristiana Conservadurismo Liberalismo económico |      |
|             | UNIR        | Lista - Unión de Izquierda Revolucionaria (UNIR)                                                             |         | Horacio Zeballos Gámez           | Comunismo Marxismo-leninismo Socialismo democrático        |      |
|             | UDP         | Lista - Unidad Democrático Popular (UDP)                                                                     |         | Carlos Malpica Silva-Santisteban | Socialismo democrático                                     |      |
|             | PRT         | Lista - Partido Revolucionario de los Trabajadores (PRT)                                                     |         | Enrique Fernández Chacón         | Trotskismo                                                 |      |
|             | UI          | Lista - Unidad de Izquierda (UI) – Partido Socialista Revolucionario (PSR) – Partido Comunista Peruano (PCP) |         | Leonidas Rodríguez Figueroa      | Marxismo-leninismo Mariateguismo Socialdemocracia          |      |
|             | FNTC        | Lista - Frente Nacional de Trabajadores y Campesinos (FNTC)                                                  |         | Roger Cáceres Velásquez          | Nacionalismo de izquierda Tahuantinsuyismo                 |      |
|             | FOCEP       | Lista - Frente Obrero Campesino Estudiantil y Popular (FOCEP)                                                |         | Genaro Ledesma Izquieta          | Agrarismo Indigenismo Socialismo democrático               |      |
|             | UNO         | Lista - Unión Nacional Odriista (UNO)                                                                        |         | Víctor Freundt Rosell            | Conservadurismo social Populismo de derecha                |      |
|             | MDP         | Lista - Movimiento Democrático Peruano (MDP)                                                                 |         | Alejandro Tuleda Garland         | Conservadurismo Liberalismo conservador                    |      |

## Resultados

### Cámara de Diputados
|                        |                                                                     |              |              |              |         |         |
| Partidos y coaliciones | Partidos y coaliciones                                              | Voto popular | Voto popular | Voto popular | Escaños | Escaños |
| Partidos y coaliciones | Partidos y coaliciones                                              | Votos        | %            | ±pp          | Total   | +/−     |
|                        | Acción Popular (AP)                                                 | 1,620,894    | 39.56        | n/a          | 98      | n/a     |
|                        | Partido Aprista Peruano (APRA)                                      | 1,105,709    | 26.99        | n/a          | 58      | n/a     |
|                        | Partido Popular Cristiano (PPC)                                     | 376,060      | 9.18         | n/a          | 10      | n/a     |
|                        | Unión de Izquierda Revolucionaria (PCP-PR–PCR–VR–FLN)               | 191,163      | 4.67         | n/a          | 2       | n/a     |
|                        | Unidad Democrático Popular (UDP)                                    | 166,582      | 4.07         | n/a          | 3       | n/a     |
|                        | Partido Revolucionario de los Trabajadores (PRT)                    | 159,800      | 3.90         | n/a          | 3       | n/a     |
|                        | Unidad de Izquierda (UI)                                            | 150,187      | 3.67         | n/a          | 2       | n/a     |
|                        | Frente Nacional de Trabajadores y Campesinos (FNTC)                 | 97,417       | 2.38         | n/a          | 4       | n/a     |
|                        | Frente Obrero Campesino Estudiantil y Popular (FOCEP)               | 71,030       | 1.73         | n/a          | 0       | n/a     |
|                        | Unión Nacional Odriísta (UNO)                                       | 34,002       | 0.83         | n/a          | 0       | n/a     |
|                        | Movimiento Democrático Peruano (MDP)                                | 25,499       | 0.62         | n/a          | 0       | n/a     |
|                        | Organización Política de la Revolución Peruana (OPRP)               | 24,141       | 0.59         | n/a          | 0       | n/a     |
|                        | Acción Política Socialista (APS)                                    | 24,023       | 0.59         | n/a          | 0       | n/a     |
|                        | Movimiento Popular de Acción e Integración Social (MPAIS)           | 18,097       | 0.44         | n/a          | 0       | n/a     |
|                        | Partido Socialista del Perú (PSP)                                   | 10,266       | 0.25         | n/a          | 0       | n/a     |
|                        | Lista Independiente Movimiento Cívico Nisei                         | 5,257        | 0.13         | n/a          | 0       | n/a     |
|                        | Lista Independiente Movimiento Regionalista Loreto                  | 3,554        | 0.09         | n/a          | 0       | n/a     |
|                        | Lista Independiente Acción Chalaca                                  | 3,035        | 0.07         | n/a          | 0       | n/a     |
|                        | Lista Independiente Avanzada Chalaca                                | 1,901        | 0.05         | n/a          | 0       | n/a     |
|                        | Lista Independiente Movimiento Independiente Madre de Dios          | 1,793        | 0.04         | n/a          | 0       | n/a     |
|                        | Lista Independiente Provincial de Lima                              | 1,659        | 0.04         | n/a          | 0       | n/a     |
|                        | Lista Independiente Humanismo Lambayecano                           | 1,547        | 0.04         | n/a          | 0       | n/a     |
|                        | Lista Independiente Cooperación Popular                             | 1,242        | 0.03         | n/a          | 0       | n/a     |
|                        | Lista Independiente Movimiento Independiente Regionalista Ancashino | 1,235        | 0.03         | n/a          | 0       | n/a     |
|                        | Lista Independiente Democracia Nisei Callao                         | 651          | 0.02         | n/a          | 0       | n/a     |
|                        | Lista Independiente Huanuqueña                                      | 534          | 0.01         | n/a          | 0       | n/a     |
|                        | Lista Independiente Partido Comunista Revolucionario                | 103          | 0.00         | n/a          | 0       | n/a     |
|                        |                                                                     |              |              |              |         |         |
| Total                  | Total                                                               | 4,097,381    |              |              | 180     | n/a     |
|                        |                                                                     |              |              |              |         |         |
| Votos válidos          | Votos válidos                                                       | 4,097,381    | 78.41        | n/a          |         |         |
| Votos en blanco        | Votos en blanco                                                     | 426,210      | 8.16         | n/a          |         |         |
| Votos nulos            | Votos nulos                                                         | 702,072      | 13.44        | n/a          |         |         |
| Votos emitidos         | Votos emitidos                                                      | 5,225,663    | 81.25        | n/a          |         |         |
| Abstenciones           | Abstenciones                                                        | 1,205,992    | 18.75        | n/a          |         |         |
| Votantes registrados   | Votantes registrados                                                | 6,431,655    |              |              |         |         |
|                        |                                                                     |              |              |              |         |         |
| Fuente:                |                                                                     |              |              |              |         |         |

| \| Voto popular \| Voto popular \| Voto popular \| Voto popular \| Voto popular \| \| ------------ \| ------------ \| ------------ \| ------------ \| ------------ \| \| \| \| \| \| \| \| AP \| AP \| \| 39.56 % \| 39.56 % \| \| APRA \| APRA \| \| 26.99 % \| 26.99 % \| \| PPC \| PPC \| \| 9.18 % \| 9.18 % \| \| UNIR \| UNIR \| \| 4.67 % \| 4.67 % \| \| UDP \| UDP \| \| 4.07 % \| 4.07 % \| \| PRT \| PRT \| \| 3.90 % \| 3.90 % \| \| UI \| UI \| \| 3.67 % \| 3.67 % \| \| FNTC \| FNTC \| \| 2.38 % \| 2.38 % \| \| Otros \| Otros \| \| 5.60 % \| 5.60 % \| |       |  |         |         |
| Voto popular |       |  |         |         |
| |       |  |         |         |
| AP | AP    |  | 39.56 % | 39.56 % |
| APRA | APRA  |  | 26.99 % | 26.99 % |
| PPC | PPC   |  | 9.18 %  | 9.18 %  |
| UNIR | UNIR  |  | 4.67 %  | 4.67 %  |
| UDP | UDP   |  | 4.07 %  | 4.07 %  |
| PRT | PRT   |  | 3.90 %  | 3.90 %  |
| UI | UI    |  | 3.67 %  | 3.67 %  |
| FNTC | FNTC  |  | 2.38 %  | 2.38 %  |
| Otros | Otros |  | 5.60 %  | 5.60 %  |

| \| Escaños \| Escaños \| Escaños \| Escaños \| Escaños \| \| ------- \| ------- \| ------- \| ------- \| ------- \| \| \| \| \| \| \| \| AP \| AP \| \| 54.44 % \| 54.44 % \| \| APRA \| APRA \| \| 32.22 % \| 32.22 % \| \| PPC \| PPC \| \| 5.56 % \| 5.56 % \| \| FNTC \| FNTC \| \| 2.22 % \| 2.22 % \| \| UDP \| UDP \| \| 1.67 % \| 1.67 % \| \| PRT \| PRT \| \| 1.67 % \| 1.67 % \| \| UNIR \| UNIR \| \| 1.11 % \| 1.11 % \| \| UI \| UI \| \| 1.11 % \| 1.11 % \| |      |  |         |         |
| Escaños |      |  |         |         |
| |      |  |         |         |
| AP | AP   |  | 54.44 % | 54.44 % |
| APRA | APRA |  | 32.22 % | 32.22 % |
| PPC | PPC  |  | 5.56 %  | 5.56 %  |
| FNTC | FNTC |  | 2.22 %  | 2.22 %  |
| UDP | UDP  |  | 1.67 %  | 1.67 %  |
| PRT | PRT  |  | 1.67 %  | 1.67 %  |
| UNIR | UNIR |  | 1.11 %  | 1.11 %  |
| UI | UI   |  | 1.11 %  | 1.11 %  |

### Senado
| |                                                           |              |              |              |         |         |
| Partidos y coaliciones | Partidos y coaliciones                                    | Voto popular | Voto popular | Voto popular | Escaños | Escaños |
| Partidos y coaliciones | Partidos y coaliciones                                    | Votos        | %            | ±pp          | Total   | +/−     |
| | Acción Popular (AP)                                       | 1,701,136    | 40.91        | n/a          | 26      | n/a     |
| | Partido Aprista Peruano (APRA)                            | 1,148,357    | 27.61        | n/a          | 18      | n/a     |
| | Partido Popular Cristiano (PPC)                           | 389,335      | 9.36         | n/a          | 6       | n/a     |
| | Unión de Izquierda Revolucionaria (PCP-PR–PCR–VR–FLN)     | 189,292      | 4.55         | n/a          | 2       | n/a     |
| | Partido Revolucionario de los Trabajadores (PRT)          | 165,551      | 3.98         | n/a          | 2       | n/a     |
| | Unidad de Izquierda (UI)                                  | 146,534      | 3.52         | n/a          | 2       | n/a     |
| | Unidad Democrático Popular (UDP)                          | 145,487      | 3.50         | n/a          | 2       | n/a     |
| | Frente Nacional de Trabajadores y Campesinos (FNTC)       | 92,984       | 2.24         | n/a          | 1       | n/a     |
| | Frente Obrero Campesino Estudiantil y Popular (FOCEP)     | 69,814       | 1.68         | n/a          | 1       | n/a     |
| | Unión Nacional Odriísta (UNO)                             | 25,599       | 0.62         | n/a          | 0       | n/a     |
| | Organización Política de la Revolución Peruana (OPRP)     | 23,400       | 0.56         | n/a          | 0       | n/a     |
| | Acción Política Socialista (APS)                          | 19,167       | 0.46         | n/a          | 0       | n/a     |
| | Movimiento Democrático Peruano (MDP)                      | 17,803       | 0.43         | n/a          | 0       | n/a     |
| | Movimiento Popular de Acción e Integración Social (MPAIS) | 12,783       | 0.31         | n/a          | 0       | n/a     |
| | Partido Socialista del Perú (PSP)                         | 11,421       | 0.28         | n/a          | 0       | n/a     |
| | Expresidentes de la República1                            | n/a          | n/a          | n/a          | 1       | n/a     |
| |                                                           |              |              |              |         |         |
| Total | Total                                                     | 4,151,663    |              |              | 61      | n/a     |
| |                                                           |              |              |              |         |         |
| Votos válidos | Votos válidos                                             | 4,151,663    | 78.64        | n/a          |         |         |
| Votos en blanco | Votos en blanco                                           | 404,600      | 7.66         | n/a          |         |         |
| Votos nulos | Votos nulos                                               | 715,815      | 13.70        | n/a          |         |         |
| Votos emitidos | Votos emitidos                                            | 5,279,078    | 81.58        | n/a          |         |         |
| Abstenciones | Abstenciones                                              | 1,191,869    | 18.42        | n/a          |         |         |
| Votantes registrados | Votantes registrados                                      | 6,470,947    |              |              |         |         |
| |                                                           |              |              |              |         |         |
| Fuente: |                                                           |              |              |              |         |         |
| Notas al pie: 1 Conforme al artículo 166 de la Constitución de 1979 , el expresidente José Luis Bustamante y Rivero ocupó su escaño como senador vitalicio. |                                                           |              |              |              |         |         |
| Notas al pie: |                                                           |              |              |              |         |         |
| 1 Conforme al artículo 166 de la Constitución de 1979, el expresidente José Luis Bustamante y Rivero ocupó su escaño como senador vitalicio.                |                                                           |              |              |              |         |         |

| \| Voto popular \| Voto popular \| Voto popular \| Voto popular \| Voto popular \| \| ------------ \| ------------ \| ------------ \| ------------ \| ------------ \| \| \| \| \| \| \| \| AP \| AP \| \| 40.91 % \| 40.91 % \| \| APRA \| APRA \| \| 27.61 % \| 27.61 % \| \| PPC \| PPC \| \| 9.36 % \| 9.36 % \| \| UNIR \| UNIR \| \| 4.55 % \| 4.55 % \| \| PRT \| PRT \| \| 3.98 % \| 3.98 % \| \| UI \| UI \| \| 3.52 % \| 3.52 % \| \| UDP \| UDP \| \| 3.50 % \| 3.50 % \| \| FNTC \| FNTC \| \| 2.24 % \| 2.24 % \| \| FOCEP \| FOCEP \| \| 1.68 % \| 1.68 % \| \| Otros \| Otros \| \| 2.65 % \| 2.65 % \| |       |  |         |         |
| Voto popular |       |  |         |         |
| |       |  |         |         |
| AP | AP    |  | 40.91 % | 40.91 % |
| APRA | APRA  |  | 27.61 % | 27.61 % |
| PPC | PPC   |  | 9.36 %  | 9.36 %  |
| UNIR | UNIR  |  | 4.55 %  | 4.55 %  |
| PRT | PRT   |  | 3.98 %  | 3.98 %  |
| UI | UI    |  | 3.52 %  | 3.52 %  |
| UDP | UDP   |  | 3.50 %  | 3.50 %  |
| FNTC | FNTC  |  | 2.24 %  | 2.24 %  |
| FOCEP | FOCEP |  | 1.68 %  | 1.68 %  |
| Otros | Otros |  | 2.65 %  | 2.65 %  |

| \| Escaños \| Escaños \| Escaños \| Escaños \| Escaños \| \| ------- \| ------- \| ------- \| ------- \| ------- \| \| \| \| \| \| \| \| AP \| AP \| \| 43.33 % \| 43.33 % \| \| APRA \| APRA \| \| 30.00 % \| 30.00 % \| \| PPC \| PPC \| \| 10.00 % \| 10.00 % \| \| UNIR \| UNIR \| \| 3.33 % \| 3.33 % \| \| PRT \| PRT \| \| 3.33 % \| 3.33 % \| \| UI \| UI \| \| 3.33 % \| 3.33 % \| \| UDP \| UDP \| \| 3.33 % \| 3.33 % \| \| FNTC \| FNTC \| \| 1.67 % \| 1.67 % \| \| FOCEP \| FOCEP \| \| 1.67 % \| 1.67 % \| |       |  |         |         |
| Escaños |       |  |         |         |
| |       |  |         |         |
| AP | AP    |  | 43.33 % | 43.33 % |
| APRA | APRA  |  | 30.00 % | 30.00 % |
| PPC | PPC   |  | 10.00 % | 10.00 % |
| UNIR | UNIR  |  | 3.33 %  | 3.33 %  |
| PRT | PRT   |  | 3.33 %  | 3.33 %  |
| UI | UI    |  | 3.33 %  | 3.33 %  |
| UDP | UDP   |  | 3.33 %  | 3.33 %  |
| FNTC | FNTC  |  | 1.67 %  | 1.67 %  |
| FOCEP | FOCEP |  | 1.67 %  | 1.67 %  |

## Representantes electos

#### Diputados
| Distrito electoral | Escaños | Diputados electos                                                   | Partido                                      | Votos |
| ------------------ | ------- | ------------------------------------------------------------------- | -------------------------------------------- | ----- |
| Amazonas           | 3       | Eduardo Peláez Bardales                                             | Partido Aprista Peruano                      |       |
| Amazonas           | 3       | Magno Roldán Rivera Collazos                                        | Partido Aprista Peruano                      |       |
| Amazonas           | 3       | Ernesto Ocampo Meléndez                                             | Acción Popular                               |       |
| Áncash             | 9       | Luis Ciro Pércovich Roca                                            | Acción Popular                               |       |
| Áncash             | 9       | Teófilo Amancio Cachay Chávez                                       | Acción Popular                               |       |
| Áncash             | 9       | Arturo Larragan Zimic                                               | Acción Popular                               |       |
| Áncash             | 9       | Guillermo Celestino Arias Olivera                                   | Acción Popular                               |       |
| Áncash             | 9       | Fidel Enrique Villegas Acosta                                       | Acción Popular                               |       |
| Áncash             | 9       | Orestes Rodríguez Campos                                            | Partido Aprista Peruano                      |       |
| Áncash             | 9       | Guillermo Balcazar Rioja                                            | Partido Aprista Peruano                      |       |
| Áncash             | 9       | Segundo Trinidad Peña Reyna                                         | Partido Aprista Peruano                      |       |
| Áncash             | 9       | Zózimo Vicuña Vidal                                                 | Partido Aprista Peruano                      |       |
| Apurímac           | 3       | Carlos Elías Flores Pinto                                           | Acción Popular                               |       |
| Apurímac           | 3       | Martha Triveño Pinto de Quintana                                    | Acción Popular                               |       |
| Apurímac           | 3       | Filiberto Zea Peña                                                  | Acción Popular                               |       |
| Arequipa           | 9       | Javier de Belaúnde Ruiz de Somocurcio                               | Acción Popular                               |       |
| Arequipa           | 9       | Enrique Mendoza Núñez                                               | Acción Popular                               |       |
| Arequipa           | 9       | Julio Hugo Melgar Díaz                                              | Acción Popular                               |       |
| Arequipa           | 9       | Frida Alicia Osorio de Ricalde                                      | Acción Popular                               |       |
| Arequipa           | 9       | Carlos Enrique Sarabia Swett                                        | Acción Popular                               |       |
| Arequipa           | 9       | Óscar Percy Gilberto Tapia Vargas                                   | Acción Popular                               |       |
| Arequipa           | 9       | Enrique Chirinos Soto                                               | Partido Aprista Peruano                      |       |
| Arequipa           | 9       | José Fermín Jiménez Mostajo                                         | Partido Popular Cristiano                    |       |
| Arequipa           | 9       | Nicéforo Horacio Zeballos Gámez                                     | Unión de Izquierda Revolucionaria            |       |
| Ayacucho           | 4       | Julio César Galindo Moreano                                         | Acción Popular                               |       |
| Ayacucho           | 4       | Flavio Paredes Flores                                               | Acción Popular                               |       |
| Ayacucho           | 4       | Pedro José Guillermo Parodi Vargas                                  | Acción Popular                               |       |
| Ayacucho           | 4       | Carlos Jesús Cappelletti Cisneros                                   | Partido Aprista Peruano                      |       |
| Cajamarca          | 10      | Humberto Carranza Piedra                                            | Partido Aprista Peruano                      |       |
| Cajamarca          | 10      | Víctor Felipe Angulo Camacho                                        | Partido Aprista Peruano                      |       |
| Cajamarca          | 10      | Ricardo Neyra Montoya                                               | Partido Aprista Peruano                      |       |
| Cajamarca          | 10      | Felipe Santiago Salaverry Rodríguez                                 | Partido Aprista Peruano                      |       |
| Cajamarca          | 10      | Julio Grieve Vásquez Acuña                                          | Partido Aprista Peruano                      |       |
| Cajamarca          | 10      | Ubedelindo Vizconde García                                          | Partido Aprista Peruano                      |       |
| Cajamarca          | 10      | Segundo Andrés Barón Fernández                                      | Acción Popular                               |       |
| Cajamarca          | 10      | Óscar Caballero Calderón                                            | Acción Popular                               |       |
| Cajamarca          | 10      | Marco Abel Carvajal Atencio                                         | Acción Popular                               |       |
| Cajamarca          | 10      | David Guevara Soto                                                  | Acción Popular                               |       |
| Callao             | 7       | Héctor Ernesto Sabogal Higueras                                     | Acción Popular                               |       |
| Callao             | 7       | Guillermo Villalva Gutiérrez                                        | Acción Popular                               |       |
| Callao             | 7       | Juan Modesto Wong Espinoza                                          | Acción Popular                               |       |
| Callao             | 7       | Luis Alberto Negreiros Criado                                       | Partido Aprista Peruano                      |       |
| Callao             | 7       | Javier Augusto Labarthe Correa                                      | Partido Aprista Peruano                      |       |
| Callao             | 7       | Víctor Polay Risco                                                  | Partido Aprista Peruano                      |       |
| Callao             | 7       | Luis Humberto Giusti La Rosa                                        | Partido Popular Cristiano                    |       |
| Cusco              | 8       | Rodolfo Zamalloa Loaiza                                             | Acción Popular                               |       |
| Cusco              | 8       | Julio Gilberto Muñiz Caparó                                         | Acción Popular                               |       |
| Cusco              | 8       | Bonifacio Quispe Cusi                                               | Acción Popular                               |       |
| Cusco              | 8       | César Efraín García Thibault                                        | Acción Popular                               |       |
| Cusco              | 8       | Guillermo Bellido Yábar                                             | Acción Popular                               |       |
| Cusco              | 8       | Alfredo Callo Rodríguez                                             | Acción Popular                               |       |
| Cusco              | 8       | Sixto Augusto Bustamante Apaza                                      | Acción Popular                               |       |
| Cusco              | 8       | Carlos Américo Santander Estrada                                    | Partido Aprista Peruano                      |       |
| Huancavelica       | 3       | Rodolfo Ascensión Ynostroza Rojas                                   | Acción Popular                               |       |
| Huancavelica       | 3       | Luis Ángel Canales Abregú                                           | Acción Popular                               |       |
| Huancavelica       | 3       | Enrique Magde España                                                | Acción Popular                               |       |
| Huánuco            | 4       | Agustín Melquisedec Dextre Córdova                                  | Acción Popular                               |       |
| Huánuco            | 4       | Reynaldo Rivera Romero                                              | Acción Popular                               |       |
| Huánuco            | 4       | Moisés Eduardo Trelles Gómez                                        | Acción Popular                               |       |
| Huánuco            | 4       | Gladys Soledad Laos Visag de Yábar                                  | Partido Aprista Peruano                      |       |
| Ica                | 6       | Julio Alberto Galleno Tapia                                         | Acción Popular                               |       |
| Ica                | 6       | Miguel Alfredo Mendiola Martínez                                    | Acción Popular                               |       |
| Ica                | 6       | Manuel Alfonso Chumbiauca Ríos                                      | Acción Popular                               |       |
| Ica                | 6       | Julio Alejandro Montoya Sánchez                                     | Acción Popular                               |       |
| Ica                | 6       | Fernando León de Vivero                                             | Partido Aprista Peruano                      |       |
| Ica                | 6       | Urbino Bacilio Venancio Julve Ciriaco                               | Partido Aprista Peruano                      |       |
| Junín              | 10      | Víctor Vicente Alfaro de la Peña                                    | Acción Popular                               |       |
| Junín              | 10      | Enrique Serpa Elejalde                                              | Acción Popular                               |       |
| Junín              | 10      | César Magno Rojas Peralta                                           | Acción Popular                               |       |
| Junín              | 10      | Pedro Fermín Barrios Llerena                                        | Acción Popular                               |       |
| Junín              | 10      | Víctor Paulino Campos Pérez                                         | Acción Popular                               |       |
| Junín              | 10      | Carlos Leonel Francia Guevara                                       | Acción Popular                               |       |
| Junín              | 10      | Esther Muzurrieta Díaz de Nieva                                     | Acción Popular                               |       |
| Junín              | 10      | Félix Ortega Arce                                                   | Partido Aprista Peruano                      |       |
| Junín              | 10      | Horacio Gagó Espinoza                                               | Partido Aprista Peruano                      |       |
| Junín              | 10      | Alejandro Olivera Vila                                              | Alianza Unidad de Izquierda                  |       |
| La Libertad        | 11      | Guillermo Augusto Larco Cox                                         | Partido Aprista Peruano                      |       |
| La Libertad        | 11      | Miguel Enrique Angelats Quiroz                                      | Partido Aprista Peruano                      |       |
| La Libertad        | 11      | Luis Juan Alva Castro                                               | Partido Aprista Peruano                      |       |
| La Libertad        | 11      | Sabino Segundo Espino Bazán                                         | Partido Aprista Peruano                      |       |
| La Libertad        | 11      | Luis Fernando Pilco Deza                                            | Partido Aprista Peruano                      |       |
| La Libertad        | 11      | Arturo Modesto Vílchez Abanto                                       | Partido Aprista Peruano                      |       |
| La Libertad        | 11      | Luis Pais Torres                                                    | Partido Aprista Peruano                      |       |
| La Libertad        | 11      | Alfredo Agustín Santa María Calderón                                | Partido Aprista Peruano                      |       |
| La Libertad        | 11      | Santiago Alfonso Carranza Varas                                     | Partido Aprista Peruano                      |       |
| La Libertad        | 11      | Jorge Alberto Díaz León                                             | Acción Popular                               |       |
| La Libertad        | 11      | Julio Antonio Villanueva Gallo                                      | Acción Popular                               |       |
| Lambayeque         | 8       | Andrés Townsend Ezcurra                                             | Partido Aprista Peruano                      |       |
| Lambayeque         | 8       | Horacio Gustavo García Mundaca                                      | Partido Aprista Peruano                      |       |
| Lambayeque         | 8       | Alfredo Montenegro Oliva                                            | Partido Aprista Peruano                      |       |
| Lambayeque         | 8       | Andrea Rosa Gonzáles Correa                                         | Partido Aprista Peruano                      |       |
| Lambayeque         | 8       | Cecilio Alberto Serquén Olazábal                                    | Partido Aprista Peruano                      |       |
| Lambayeque         | 8       | Pablo Antonio Calle Corzo                                           | Acción Popular                               |       |
| Lambayeque         | 8       | Marco Antonio Burga Bravo                                           | Acción Popular                               |       |
| Lambayeque         | 8       | Demetrio Carranza Lavado                                            | Acción Popular                               |       |
| Lima               | 39      | Juan Francisco Mariano Fausto Gerardo Belaúnde Terry                | Acción Popular                               |       |
| Lima               | 39      | Elías Marcelo Mendoza Habersperger                                  | Acción Popular                               |       |
| Lima               | 39      | Bertha Esther Arroyo Patiño de Alva                                 | Acción Popular                               |       |
| Lima               | 39      | Valentín Demetrio Paniagua Corazao                                  | Acción Popular                               |       |
| Lima               | 39      | Manuel Toribio Arce Zagaceta                                        | Acción Popular                               |       |
| Lima               | 39      | Carlos Ricardo Burga Velasco                                        | Acción Popular                               |       |
| Lima               | 39      | Dagoberto Jorge Láinez Vodanović                                    | Acción Popular                               |       |
| Lima               | 39      | Eduardo Martín Calmell del Solar Díaz                               | Acción Popular                               |       |
| Lima               | 39      | Guido Chirinos Lizares                                              | Acción Popular                               |       |
| Lima               | 39      | Ricardo Antonio Castro Becerra                                      | Acción Popular                               |       |
| Lima               | 39      | Alejandro Acosta Herrera                                            | Acción Popular                               |       |
| Lima               | 39      | José Antonio Larco León                                             | Acción Popular                               |       |
| Lima               | 39      | Ernesto Ramón Gamarra Olivares                                      | Acción Popular                               |       |
| Lima               | 39      | Alfredo Ostos Hidalgo                                               | Acción Popular                               |       |
| Lima               | 39      | Carlos Aureo Zegarra Pinedo                                         | Acción Popular                               |       |
| Lima               | 39      | María Mercedes Tijero Núñez del Arco de Alayza                      | Acción Popular                               |       |
| Lima               | 39      | Hugo Ancizar Mejía Cáceres                                          | Acción Popular                               |       |
| Lima               | 39      | Estela de la Jara y Ureta de Alberti                                | Acción Popular                               |       |
| Lima               | 39      | Alan Gabriel Ludwig García Pérez                                    | Partido Aprista Peruano                      |       |
| Lima               | 39      | Javier Maximiliano Alfredo Hipólito Valle-Riestra Gonzáles-Olaechea | Partido Aprista Peruano                      |       |
| Lima               | 39      | Carlos Roca Cáceres                                                 | Partido Aprista Peruano                      |       |
| Lima               | 39      | Héctor Vargas Haya                                                  | Partido Aprista Peruano                      |       |
| Lima               | 39      | Antonieta Zevallos Núñez de Prialé                                  | Partido Aprista Peruano                      |       |
| Lima               | 39      | Jesús Rafael Guzmán Gallardo                                        | Partido Aprista Peruano                      |       |
| Lima               | 39      | Walter Cuestas Díaz                                                 | Partido Aprista Peruano                      |       |
| Lima               | 39      | José Ernesto Linares Gallo                                          | Partido Aprista Peruano                      |       |
| Lima               | 39      | Teresa Beatriz Seoane Cisneros                                      | Partido Aprista Peruano                      |       |
| Lima               | 39      | Ilda María Urízar Peroni de Arias                                   | Partido Aprista Peruano                      |       |
| Lima               | 39      | Roberto Ramírez del Villar Beaumont                                 | Partido Popular Cristiano                    |       |
| Lima               | 39      | Celso Américo Sotomarino Chávez                                     | Partido Popular Cristiano                    |       |
| Lima               | 39      | Miguel Ángel Mufarech Nemy                                          | Partido Popular Cristiano                    |       |
| Lima               | 39      | Roberto Persivale Serrano                                           | Partido Popular Cristiano                    |       |
| Lima               | 39      | Óscar Olivares Montano                                              | Partido Popular Cristiano                    |       |
| Lima               | 39      | Javier Ernesto Diez-Canseco Cisneros                                | Unidad Democrático Popular                   |       |
| Lima               | 39      | Agustín Haya de la Torre de la Rosa                                 | Unidad Democrático Popular                   |       |
| Lima               | 39      | Ángel Hugo Blanco Galdós                                            | Partido Revolucionario de los Trabajadores   |       |
| Lima               | 39      | Carlos Enrique Fernández Chacón                                     | Partido Revolucionario de los Trabajadores   |       |
| Lima               | 39      | Manuel Enrique Ernesto Dammert Ego-Aguirre                          | Unión de Izquierda Revolucionaria            |       |
| Lima               | 39      | Daniel Antonio Meza-Cuadra Velásquez                                | Alianza Unidad de Izquierda                  |       |
| Lima Provincias    | 9       | Peter Uculmana Suárez                                               | Acción Popular                               |       |
| Lima Provincias    | 9       | Alfredo Gonzales La Negra                                           | Acción Popular                               |       |
| Lima Provincias    | 9       | Andrés Rodulfo Yactayo Padilla                                      | Acción Popular                               |       |
| Lima Provincias    | 9       | Reynaldo Espinoza Andrade                                           | Acción Popular                               |       |
| Lima Provincias    | 9       | Pedro Alfredo Arris Sáenz                                           | Acción Popular                               |       |
| Lima Provincias    | 9       | Judith Elvira Prieto Vivar de Zegarra                               | Partido Aprista Peruano                      |       |
| Lima Provincias    | 9       | Ricardo Benjamín Ibáñez Orellana                                    | Partido Aprista Peruano                      |       |
| Lima Provincias    | 9       | Eugenio Chang Cruz                                                  | Partido Aprista Peruano                      |       |
| Lima Provincias    | 9       | Raúl Eleuterio Meza Gamarra                                         | Partido Popular Cristiano                    |       |
| Loreto             | 7       | Daniel Linares Bazán                                                | Acción Popular                               |       |
| Loreto             | 7       | Ernesto Lao Rojas                                                   | Acción Popular                               |       |
| Loreto             | 7       | Wilson Benzaquén Rengifo                                            | Acción Popular                               |       |
| Loreto             | 7       | Teddy Raúl Bendayán Díaz                                            | Acción Popular                               |       |
| Loreto             | 7       | Rubén Darío Soldevilla Bravo                                        | Acción Popular                               |       |
| Loreto             | 7       | Orisón Armando Pardo Matos                                          | Partido Aprista Peruano                      |       |
| Loreto             | 7       | Jorge Enrique Alegría Haya                                          | Partido Aprista Peruano                      |       |
| Madre de Dios      | 1       | Pedro Antonio Bardí Zeña                                            | Acción Popular                               |       |
| Moquegua           | 1       | Ante Augusto Vizcarra Chocano                                       | Acción Popular                               |       |
| Pasco              | 2       | Alejandro Maclennan Rojas                                           | Acción Popular                               |       |
| Pasco              | 2       | Víctor Aurelio García Mejía                                         | Acción Popular                               |       |
| Piura              | 11      | Amador Atilio Amico Ramos                                           | Acción Popular                               |       |
| Piura              | 11      | Jorge Humberto Martínez Atoche                                      | Acción Popular                               |       |
| Piura              | 11      | Doris Guerrero Guerrero                                             | Acción Popular                               |       |
| Piura              | 11      | Juan Rigoberto Merino Hidalgo                                       | Acción Popular                               |       |
| Piura              | 11      | Horacio Froilan Coronado Naranjo                                    | Acción Popular                               |       |
| Piura              | 11      | Miguel Guevara Morán                                                | Partido Aprista Peruano                      |       |
| Piura              | 11      | José Carlos Carrasco Távara                                         | Partido Aprista Peruano                      |       |
| Piura              | 11      | Rogelio Gustavo León Seminario                                      | Partido Aprista Peruano                      |       |
| Piura              | 11      | César Trelles Lara                                                  | Partido Aprista Peruano                      |       |
| Piura              | 11      | Jorge Ricardo Merino Jiménez                                        | Unidad Democrático Popular                   |       |
| Piura              | 11      | Rafael Augusto Vega García                                          | Partido Popular Cristiano                    |       |
| Puno               | 8       | Pedro Reynaldo Cáceres Velásquez                                    | Frente Nacional de Trabajadores y Campesinos |       |
| Puno               | 8       | Aldo Vladimiro Estrada Choque                                       | Frente Nacional de Trabajadores y Campesinos |       |
| Puno               | 8       | Marcial Chalco Reyes                                                | Frente Nacional de Trabajadores y Campesinos |       |
| Puno               | 8       | Darío Surco Mamani                                                  | Frente Nacional de Trabajadores y Campesinos |       |
| Puno               | 8       | Francisco Antonio Aramayo Pinazo                                    | Acción Popular                               |       |
| Puno               | 8       | Hugo Aurelio Carbajal Dueñas                                        | Acción Popular                               |       |
| Puno               | 8       | Jaime René Pérez Durand                                             | Partido Aprista Peruano                      |       |
| Puno               | 8       | Emeterio Celedonio Tacuri Huarcaya                                  | Partido Revolucionario de los Trabajadores   |       |
| San Martín         | 3       | Manuel Tafur Ruíz                                                   | Acción Popular                               |       |
| San Martín         | 3       | Odón Huidobro Bayona                                                | Acción Popular                               |       |
| San Martín         | 3       | Arturo Chumbe Vargas                                                | Partido Aprista Peruano                      |       |
| Tacna              | 2       | Humberto Castro Rivas                                               | Acción Popular                               |       |
| Tacna              | 2       | David Rolando Márquez Medina                                        | Acción Popular                               |       |
| Tumbes             | 1       | Armando Mendoza Flores                                              | Acción Popular                               |       |

#### Senadores
| Distrito Electoral | Escaños | Senadores electos                        | Partido                                       | Votos |
| ------------------ | ------- | ---------------------------------------- | --------------------------------------------- | ----- |
| Distrito Único     | 59      | Julio Óscar Trelles Montes               | Acción Popular                                |       |
| Distrito Único     | 59      | Javier Alva Orlandini                    | Acción Popular                                |       |
| Distrito Único     | 59      | Manuel Ulloa Elías                       | Acción Popular                                |       |
| Distrito Único     | 59      | Sandro Tiziano Mariátegui Chiappe        | Acción Popular                                |       |
| Distrito Único     | 59      | Ricardo Monteagudo Monteagudo            | Acción Popular                                |       |
| Distrito Único     | 59      | Carlos Alberto Manchego Bravo            | Acción Popular                                |       |
| Distrito Único     | 59      | Manuel Javier Díaz Orihuela              | Acción Popular                                |       |
| Distrito Único     | 59      | Gastón Rodrigo Acurio Velarde            | Acción Popular                                |       |
| Distrito Único     | 59      | José Fernando Calmell del Solar Zúñiga   | Acción Popular                                |       |
| Distrito Único     | 59      | Julio César Biondi Bernales              | Acción Popular                                |       |
| Distrito Único     | 59      | Orlando Danilo Teodoro Balarezo Calle    | Acción Popular                                |       |
| Distrito Único     | 59      | Carlos Ernesto Cabieses López            | Acción Popular                                |       |
| Distrito Único     | 59      | Mario Augusto Serrano Solís              | Acción Popular                                |       |
| Distrito Único     | 59      | Jaime Germán Cheneffusse Carrera         | Acción Popular                                |       |
| Distrito Único     | 59      | Rosa Josefina Estrada Alva               | Acción Popular                                |       |
| Distrito Único     | 59      | Pedro Ricardo del Castillo Bardalez      | Acción Popular                                |       |
| Distrito Único     | 59      | Oriel Boldrini Pomareda                  | Acción Popular                                |       |
| Distrito Único     | 59      | Eduardo Yashimura Montenegro             | Acción Popular                                |       |
| Distrito Único     | 59      | Domingo Ángeles Ramírez                  | Acción Popular                                |       |
| Distrito Único     | 59      | José Carlos Martin Sánchez               | Acción Popular                                |       |
| Distrito Único     | 59      | Francisco Petronio Vásquez Gorrio        | Acción Popular                                |       |
| Distrito Único     | 59      | Alberto Genaro Negrón Fernández          | Acción Popular                                |       |
| Distrito Único     | 59      | Óscar Alejandro Benavides Bernales       | Acción Popular                                |       |
| Distrito Único     | 59      | Víctor Alberto Carrión Vergara           | Acción Popular                                |       |
| Distrito Único     | 59      | Mirko Cuculiza Torre                     | Acción Popular                                |       |
| Distrito Único     | 59      | Juan Fernando Seminario Cuglievan        | Acción Popular                                |       |
| Distrito Único     | 59      | Ramiro Prialé Prialé                     | Partido Aprista Peruano                       |       |
| Distrito Único     | 59      | Carlos Enrique Melgar López              | Partido Aprista Peruano                       |       |
| Distrito Único     | 59      | Juana Castro Zegarra de Silva            | Partido Aprista Peruano                       |       |
| Distrito Único     | 59      | Carlos Manuel Cox Roose                  | Partido Aprista Peruano                       |       |
| Distrito Único     | 59      | Nicanor Mujica Álvarez-Calderón          | Partido Aprista Peruano                       |       |
| Distrito Único     | 59      | Luis Felipe Rodríguez Vildósola          | Partido Aprista Peruano                       |       |
| Distrito Único     | 59      | Alfonso Rómulo Ramos Alva                | Partido Aprista Peruano                       |       |
| Distrito Único     | 59      | Enrique Rivero Vélez                     | Partido Aprista Peruano                       |       |
| Distrito Único     | 59      | Pedro José Yugar Gallegos                | Partido Aprista Peruano                       |       |
| Distrito Único     | 59      | Julio Cruzado Zavala                     | Partido Aprista Peruano                       |       |
| Distrito Único     | 59      | Adolfo Guevara Velasco                   | Partido Aprista Peruano                       |       |
| Distrito Único     | 59      | Rafael Augusto Eguren Ordosgoitia        | Partido Aprista Peruano                       |       |
| Distrito Único     | 59      | Edmundo Haya de la Torre Cárdenas        | Partido Aprista Peruano                       |       |
| Distrito Único     | 59      | Romualdo Gustavo Biaggi Rodríguez        | Partido Aprista Peruano                       |       |
| Distrito Único     | 59      | Ramón Enrique Ponce de León Blondet      | Partido Aprista Peruano                       |       |
| Distrito Único     | 59      | Miguel López Cano Saponara               | Partido Aprista Peruano                       |       |
| Distrito Único     | 59      | Julio Octavio Garrido Malaver            | Partido Aprista Peruano                       |       |
| Distrito Único     | 59      | Mario Polar Ugarteche                    | Partido Popular Cristiano                     |       |
| Distrito Único     | 59      | Ernesto Alayza Grundy                    | Partido Popular Cristiano                     |       |
| Distrito Único     | 59      | Moisés Woll Dávila                       | Partido Popular Cristiano                     |       |
| Distrito Único     | 59      | Marco Antonio Garrido Malo               | Partido Popular Cristiano                     |       |
| Distrito Único     | 59      | Alberto Luis Goicochea Iturri            | Partido Popular Cristiano                     |       |
| Distrito Único     | 59      | Luis Felipe Quintana Rojas               | Partido Popular Cristiano                     |       |
| Distrito Único     | 59      | Rolando Rubén Breña Pantoja              | Unión de Izquierda Revolucionaria             |       |
| Distrito Único     | 59      | Ángel Armando Castro Lavarello           | Unión de Izquierda Revolucionaria             |       |
| Distrito Único     | 59      | Ricardo César Napurí Schapiro            | Partido Revolucionario de los Trabajadores    |       |
| Distrito Único     | 59      | Hipólito Wigberto Enríquez Miñano        | Partido Revolucionario de los Trabajadores    |       |
| Distrito Único     | 59      | Jorge del Prado Chávez                   | Alianza Unidad de Izquierda                   |       |
| Distrito Único     | 59      | Enrique Martín Bernales Ballesteros      | Alianza Unidad de Izquierda                   |       |
| Distrito Único     | 59      | Carlos Alberto Malpica Silva-Santisteban | Unidad Democrático Popular                    |       |
| Distrito Único     | 59      | Segundo Edmundo Murrugarra Florián       | Unidad Democrático Popular                    |       |
| Distrito Único     | 59      | Róger Enrique Cáceres Velásquez          | Frente Nacional de Trabajadores y Campesinos  |       |
| Distrito Único     | 59      | Genaro Alfonso Ledesma Izquieta          | Frente Obrero Campesino Estudiantil y Popular |       |